# Camp Lazlo
Camp Lazlo è una serie animata statunitense ideata da Joe Murray, già creatore della serie La vita moderna di Rocko, e trasmessa su Cartoon Network dal 2005 al 2008. In Italia la serie è stata trasmessa su Cartoon Network dal 5 dicembre 2005.

## Trama
In un bosco vi sono due campi scout: il Camp Kidney composto da maschi, l'altro delle Scoiattolo-Scout è formato da ragazze. Nel Camp Kidney vi sono Lazlo, Raj e Clam, tre giovani amici per la pelle che ne combinano di tutti i colori sia ai loro compagni che al loro rispettivo direttore Lumpus. Ogni tanto nelle loro avventure si scontrano con alcuni membri del campo femminile nemico, capitanati da Patsy, Nina e Gretchen.

## Episodi
| Stagione         | Episodi | Prima TV USA | Prima TV Italia |
| ---------------- | ------- | ------------ | --------------- |
| Prima stagione   | 13      | 2005         | 2005            |
| Seconda stagione | 13      | 2005-2006    | 2006            |
| Terza stagione   | 13      | 2006-2007    | 2007            |
| Quarta stagione  | 11      | 2007         | 2007            |
| Quinta stagione  | 8       | 2007-2008    | 2008            |
| Speciali         | 1       | 2007         | 2007            |
| Corti            | 14      | 2006-2008    | inediti         |

## Personaggi

### Personaggi principali
- Lazlo: È una simpatica scimmia-ragno che non rispetta quasi mai le regole di Campo Kidney. I suoi compagni di capanna sono Raj e Clam e il nome della capanna è Jally. Lazlo è molto burlone, ottimista, generoso, amante del divertimento e della natura. Con il suo carattere esuberante e sregolato è capace di far innervosire il Capo Scout Lumpus e tutti gli altri Boy Scout (eccetto i suoi due amici), sebbene la piccola scimmia non lo faccia mai con cattive intenzioni e anzi cercando (a modo suo) di riparare agli eventuali problemi che causa involontariamente. Nell'edizione italiana è doppiato da Davide Garbolino.
- Raj: È un elefante indiano fifone e ghiotto di marshmallow, è il migliore amico di Lazlo e di Clam dato che sono nella stessa capanna. Raj è un Boy Scout che si spaventa molto facilmente anche per un piccolo insetto. È inoltre ipocondriaco e a differenza dei suoi due compagni di capanna ha un carattere molto più propenso alla quiete che non al movimento. Tuttavia si fa coinvolgere facilmente nelle loro avventure e nei guai da loro causati ed è legato a loro da un profondo legame di affetto e amicizia. Raj è anche molto legato alla sua terra natia, l'India, e alle sue tradizione e nel doppiaggio originale presenta appunto un marcato accento indiano. Nell'edizione italiana è doppiato da Roberto Accornero.
- Clam: È un rinoceronte albino (sebbene tutti i personaggi non riescano a capire che cosa egli sia effettivamente a causa del suo aspetto insolito) amico di Lazlo e di Raj e membro della capanna Jally. Clam e Raj hanno due code uguali. Clam non ha mai avuto rapporti con qualche girl scout tranne Gretchen, nei confronti della quale in un episodio ha contratto una malattia chiamata mal d'amore. A prima vista può sembrare un po' tonto, infatti non parla mai pronunciando frasi intere ma solo dicendo solo qualche parola e talvolta fuori dal contesto. Ma in realtà in un episodio si scopre che è un genio, cosa che Il Capo Scout Lampus vorrebbe sfruttare (sempre nello stesso episodio) per andarsene via da campo Kidney. Nell'edizione italiana è doppiato da Roberto Accornero.

### Personaggi secondari
- Capo Scout Lumpus: è il caposcout, un alce egoista e avaro che serve come antagonista. Odia Lazlo a causa dei comportamenti burleschi di quest'ultimo. In un episodio (poiché è vecchio e non possiede eredi) fa diventare Lazlo suo figlio, originalmente doveva essere un cavallo ma per il disegno si pensò a un alce, è innamorato di Ms. Jane Doe. Nell'edizione italiana è doppiato da Gianluca Iacono.
- Lumacone: è una lumaca che serve per secondo caposcout. È più competente e istruttivo nei confronti degli scout rispetto a Lumpus.
- Leslie: è uno squalo nutrice rosa che svolge l'attività di infermiere.
- Chef McFusilli: è una capra chef del campo.
- Comandante Hoo-Haw: è un bisonte comandante degli scout, è il padre di Patsy.
- Edward: È un ornitorinco scontroso e pessimista e non sopporta la presenza di Lazlo e dei suoi amici. Edward è un membro della capanna Pinto insieme a Chip e Schip. Edward ha sempre voluto l'attenzione di tutti i Boy Scout, ma commette sempre molti sbagli.
- Chip e Schip: sono due scarabei stercorari tonti e odiati da Edward. Insieme condividono la capanna con lui.
- Sampson: è un porcellino d'India che ha paura degli insetti e della sporcizia.
- Dave e Ping-pong: sono due svassi che condividono la capanno con Sampson. In un episodio mettono un uovo nel letto di Edward.
- I fratelli Lemming: sono quattro lemming, si chiamano: Larry, Louie, Leonard, and Liniment.
- Harold: è un tricheco che appare spesso.
- Patsy: è una mangusta innamorata di Lazlo.
- Nina: è una giraffa amica di Patsy.
- Gretchen: è una alligatore di cui Clam si è innamorato.
- Miele: è un'orsa.
- Almondine:è una civetta.
- Tootie: è una scoiattolina grigia.
- Amber: è una coniglietta.

- Ms. Jane Doe: è una cerva caposcout delle ragazze di cui Lumpus si è innamorato.
- Ms. Rosolia Muco: è un facocero, guardia del corpo di Jane.

## Doppiaggio
| Personaggio      | Doppiatore originale | Doppiatore italiano |
| ---------------- | -------------------- | ------------------- |
| Lazlo            | Carlos Alazraqui     | Davide Garbolino    |
| Clam             | Carlos Alazraqui     | Roberto Accornero   |
| Raj              | Jeff Bennett         | Roberto Accornero   |
| Algonquin Lumpus | Tom Kenny            | Gianluca Iacono     |
| Lumacone         | Tom Kenny            | Oliviero Cappellini |
| Edward           | Mr. Lawrence         | Michele Di Mauro    |
| Patsy Smiles     | Jodi Benson          | Anna Lana           |
| Miss Doe         | Jodi Benson          | Germana Pasquero    |